# Puccinia millegranae
Puccinia millegranae ist eine Ständerpilzart aus der Ordnung der Rostpilze (Pucciniales). Der Pilz ist ein Endoparasit des Süßgrases Panicum millegranum. Symptome des Befalls durch die Art sind Rostflecken und Pusteln auf den Blattoberflächen der Wirtspflanzen. Sie ist ein Endemit Brasiliens.

## Merkmale

### Makroskopische Merkmale
Puccinia millegranae ist mit bloßem Auge nur anhand der auf der Oberfläche des Wirtes hervortretenden Sporenlager zu erkennen. Sie wachsen in Nestern, die als gelbliche bis braune Flecken und Pusteln auf den Blattoberflächen erscheinen.

### Mikroskopische Merkmale
Das Myzel von Puccinia millegranae wächst wie bei allen Puccinia-Arten interzellulär und bildet Saugfäden, die in das Speichergewebe des Wirtes wachsen. Aecien oder Spermogonien der Art sind nicht bekannt. Die hellbraunen Uredien des Pilzes wachsen unterseitig auf den Blättern des Wirts. Ihre farblosen bis gelblichen Uredosporen sind meist ellipsoid bis eiförmig, 26–30 × 20–24 µm groß und fein stachelwarzig. Die blattunterseitig wachsenden Telien der Art sind schwarzbraun und früh unbedeckt. Die gelben bis goldenen Teliosporen der Art sind zweizellig, in der Regel ellipsoid bis langellipsoid und 35–43 × 15–19 µm groß. Ihre Stiele sind farblos und bis zu 45 µm lang.

## Verbreitung
Das bekannte Verbreitungsgebiet von Puccinia millegranae umfasst lediglich Brasilien.

## Ökologie
Die Wirtspflanze von Puccinia millegranae ist Panicum millegranum. Der Pilz ernährt sich von den im Speichergewebe der Pflanzen vorhandenen Nährstoffen, seine Sporenlager brechen später durch die Blattoberfläche und setzen Sporen frei. Die Art verfügt über einen Entwicklungszyklus, von dem bislang lediglich Telien und Uredien sowie deren Wirt bekannt sind; Spermogonien und Aecien konnten dem Pilz nicht zugeordnet werden.